# Malsch, Rhein-Neckar
Malsch är en kommun och ort i Rhein-Neckar-Kreis i regionen Rhein-Neckar i Regierungsbezirk Karlsruhe i förbundslandet Baden-Württemberg i Tyskland.
Kommunen ingår i kommunalförbundet Rauenberg tillsammans med staden Rauenberg och kommunen Mühlhausen.